# 荘献世子
荘献世子（そうけんせいし、チャンホンセジャ、雍正13年1月21日（1735年2月13日） - 乾隆27年閏5月21日（1762年7月12日））は、李氏朝鮮の第21代国王英祖の次男。諱は愃（フォン、훤）。思悼世子（しとうせいし、サドセジャ、사도세자）とも呼ばれる。第22代国王正祖の父。第23代国王純祖の祖父、第24代国王憲宗の高祖父、第25代国王哲宗の曾祖父である。

## 生涯
異母兄である孝章世子がいたが、早くに夭折し英祖唯一の王子という理由で2歳で王世子に冊立され、10歳で恵慶宮洪氏と結婚した。少論派の学者たちから学問を学び、朝廷を掌握した老論派と対立した。1749年に世子が英祖の代理として政務を処理するようになると、老論派は貞純王后（英祖の妃）とともに英祖に讒言し、世子を陥れた。英祖との葛藤で世子の李愃は精神を病むようになったと『恨中録』（恵慶宮洪氏の随筆）には記録されている。
ただ、今日の学会の主流的な見方は、政争は要因として全くないわけでないが、両者の葛藤の主たる要因は、英祖の荘献世子への後継者としての過度の期待が叱責と侮辱という形で繰り返され、その重圧に耐えかねた荘献世子が精神に異常をきたすようになり、ついに殺人を犯すほどの不行状に至ったところで、父が子の排除を決断したというものである。
1762年に老論派が糸を引いた羅景彦が世子の非行を英祖に奏上した。英祖は羅景彦を死刑に処する一方、李愃を廃して米櫃の中に閉じこめ、李愃は8日後に飢死した（壬午士禍）。後にこれを悔やんだ英祖は「思悼綏徳敦慶弘仁景祉章倫隆範基命彰休賛元憲誠啓祥顕熙荘献世子」と諡し1777年 には正祖が「荘献」と追尊した。また現在のソウル市東大門区の梨峰山にあった墓を水原に移した。光武3年（1899年）、皇帝に即位した義理の玄孫である高宗により「荘祖」の廟号と、「神文桓武荘献広孝大王」、後に「懿皇帝」の諡号を追贈された。

## 家族

### 両親・兄弟姉妹
| 関係 | 名称     | 生没年        | 備考         |
| ---- | -------- | ------------- | ------------ |
| 父   | 英祖     | 1694年-1776年 | 第21代国王。 |
| 母   | 暎嬪李氏 | 1696年-1764年 | 英祖の側室。 |
| 姉   | 和平翁主 | 1727年-1748年 | 朴明源正室。 |
| 姉   | 和協翁主 | 1733年-1752年 | 申光綏正室。 |
| 妹   | 和緩翁主 | 1737年-1808年 | 鄭致達正室。 |

### 妃嬪
| 身分 | 名称     | 氏族     | 生没年          | 親                       | 備考 |
| ---- | -------- | -------- | --------------- | ------------------------ | --- |
| 正室 | 献敬王后 | 豊山洪氏 | 1735年-1815年   | 永豊府院君 翼靖公 洪鳳漢 | 第14代国王宣祖と仁穆王后夫妻の血を引く。第22代国王正祖の実母。 |
| 側室 | 粛嬪林氏 | 不詳     | 生年不詳-1773年 | 不詳                     | 第25代国王哲宗の実の曾祖母。女官出身で世子の寵愛を受け懐妊し、良媛に封じられた。夫の死後、宮中から追放され号を剥奪されたが、正祖の命令で復活する。死後の1899年（高宗36年）に高宗の命令で粛嬪と追号された。 |
| 側室 | 景嬪朴氏 | 不詳     | 生年不詳-1762年 | 不詳                     | 世子の義理の祖母の仁元王后（祖父の第19代国王粛宗の3番目の王妃）に仕えた女官であった。法律上、目上の人の物（仕えている者も含む）に許可無く手を出すことは禁じられていたので、父の英祖の怒りを買った。当初、守則になるが女官身分の扱いであった。しかし精神病を患っていた世子によって殴殺された。1899年に高宗の命令で貴人に封じられ、1901年に景嬪と追号された。 |
| 側室 | 守則李氏 | 不詳     | 生没年不詳      | 不詳                     | 後に正祖より貞烈の称号を与えられた。 |

### 王子
| 名称            | 生母     | 生没年        | 配偶者                        | 子女   | 備考 |
| --------------- | -------- | ------------- | ----------------------------- | ------ | --- |
| 懿昭世子 (李琔) | 献敬王后 | 1750年-1752年 | なし                          | なし   | 夭逝。 |
| 正祖(李祘)      | 献敬王后 | 1752年-1800年 | 孝懿王后 金氏（本貫は清風）   | 2男3女 | 第22代国王(在位:1776年-1800年)                                                                                 |
| 恩彦君 (李䄄)   | 粛嬪林氏 | 1754年-1801年 | 常山郡夫人 宋氏（本貫は鎮川） | 8男1女 | 第25代国王哲宗の祖父。                                                                                         |
| 恩信君 (李禛)   | 粛嬪林氏 | 1755年-1771年 | 郡夫人 洪氏（本貫は南陽）     | なし   | 子が無く、南延君李球（第16代国王仁祖の三男の麟坪大君李㴭の子孫）を養子にした。なお南延君の孫は第26代国王高宗。 |
| 恩全君 (李禶)   | 景嬪朴氏 | 1759年-1778年 | 郡夫人 趙氏（本貫は平壌）     | なし   | 子が無く、異母兄の恩彦君の四男の豊渓君李瑭を養子にした。                                                       |

### 王女
| 名称     | 生母     | 生没年        | 配偶者                      | 子女   | 備考                                             |
| -------- | -------- | ------------- | --------------------------- | ------ | ------------------------------------------------ |
| 清衍郡主 | 献敬王后 | 1754年-1821年 | 光恩尉 金箕性（本貫は光山） | 2男1女 | 子女に関しては他に5男1女がいたが早世したという。 |
| 清璿郡主 | 献敬王后 | 1756年-1802年 | 興恩尉 鄭在和（本貫は迎日） | 1男2女 |                                                  |
| 清瑾翁主 | 景嬪朴氏 | 1758年-1835年 | 唐恩尉 洪益惇（本貫は南陽） | なし   | 子が無く養子を迎えた。                           |

## 登場作品
英祖と正祖の2人の名君の間にあって、非業の死を遂げることになった荘献世子は、現代では歴史のミステリーとして韓国国民の興味を惹いており、「思悼世子刑死」を題材としたドラマは多い。荘献世子の他にも、英祖と正祖時代全般が媒体でよく利用される時代の一つだ。歴史的考証の側面では、2015年の映画王の運命 -歴史を変えた八日間-が推薦される。
映画
- 『永遠なる帝国』（1995年）
- 『美人図』（2008年）
- 『王の涙-イ・サンの決断-（原題：逆鱗） 』 （2014年）、演：キム・ジュンファン
- 『王の運命 -歴史を変えた八日間-（原題：思悼）』（2015年）、演：ユ・アイン

テレビドラマ
- 『天よ、天よ』（1988年/KBS、日本未公開）、演：チョン・ボソク
- 『朝鮮王朝五百年 閑中録』（1988年〜1989年/MBC、日本未公開）、演：チェ・スジョン
- 『王道』（1991年/KBS）
- 『大王の道』（1998年/MBC）、演：イム・ホ
- 『商道』（2001年〜2002年/MBC）
- 『イ・サン』（2007年〜2008年/MBC）、演：イ・チャンフン
- 『正祖暗殺ミステリー8日』（2007年/CGV）、演：チョ・ハンジュン
- 『風の絵師』（2008年/SBS）、演：キム・ウォンソク
- 『トキメキ☆成均館スキャンダル』（2010年/KBS）
- 『ペク・ドンス』（2011年/SBS）、演：オ・マンソク
- 『秘密の扉』（2014年/SBS）、演：イ・ジェフン
- 『赤い月』（2015年/KBS2）、演：キム・デミョン
- 『仮面の王 イ・ソン』（2017年/MBC）、演：ユ・スンホ
- 『赤い袖先』（2021年/MBC）、演：ト・サンウ